# Mantispa styriaca
Mantispa styriaca is een insect uit de familie van de Mantispidae, die tot de orde netvleugeligen (Neuroptera) behoort. 
Mantispa styriaca is voor het eerst wetenschappelijk beschreven door Nicolaus Poda von Neuhaus in 1761.
Mantispa styriaca is voor het eerst in België waargenomen in 2020.